# Обан
Оба̀н (на френски: Aubagne) е град в Прованс, департамент Буш дю Рон, Южна Франция, предградие на Марсилия. Разположен е в долината на река Ювон на 17 км на изток от Марсилия и населението му е около 45 000 жители към 2007 г.

## Личности
В Обан е роден Марсел Паньол (1895–1974), писател и кинорежисьор. Там се намира и командването на Френския чуждестранен легион.